# Арлі (Алабама)
Арлі (англ. Arley) — місто (англ. town) в США, в окрузі Вінстон штату Алабама. Населення — 330 осіб (2020).

## Географія
Арлі розташоване за координатами 34°4′35″ пн. ш. 87°13′9″ зх. д. / 34.07639° пн. ш. 87.21917° зх. д. (34.076353, -87.219298).  За даними Бюро перепису населення США в 2010 році місто мало площу 9,77 км², з яких 9,74 км² — суходіл та 0,03 км² — водойми.

## Демографія
Згідно з переписом 2010 року, у місті мешкало 357 осіб у 153 домогосподарствах у складі 105 родин. Густота населення становила 37 осіб/км².  Було 174 помешкання (18/км²).
Расовий склад населення:
| - 94,4 % — білих - 0,6 % — корінних американців - 0,3 % — вихідців з тихоокеанських островів - 0,3 % — азіатів |

До двох чи більше рас належало 4,2 %. Частка іспаномовних становила 1,4 % від усіх жителів.
За віковим діапазоном населення розподілялося таким чином: 24,6 % — особи молодші 18 років, 53,6 % — особи у віці 18—64 років, 21,8 % — особи у віці 65 років та старші. Медіана віку мешканця становила 43,2 року. На 100 осіб жіночої статі у місті припадало 94,0 чоловіків;  на 100 жінок у віці від 18 років та старших — 100,7 чоловіків також старших 18 років.
Середній дохід на одне домашнє господарство  становив 37 865 доларів США (медіана — 28 750), а середній дохід на одну сім'ю — 43 257 доларів (медіана — 30 833). За межею бідності перебувало 31,6 % осіб, у тому числі 42,0 % дітей у віці до 18 років та 13,0 % осіб у віці 65 років та старших.
Цивільне працевлаштоване населення становило 152 особи. Основні галузі зайнятості: освіта, охорона здоров'я та соціальна допомога — 23,7 %, будівництво — 11,2 %, транспорт — 10,5 %, оптова торгівля — 9,9 %.